# Untamed (1955)
Untamed is een Amerikaanse avonturenfilm uit 1955 onder regie van Henry King. De film werd destijds in Nederland uitgebracht onder de titel Ongetemd.

## Verhaal
Katie O'Neill is de dochter van een Ierse grootgrondbezitter. Ze wordt verliefd op de Zuid-Afrikaan Paul van Riebeck, die op bezoek is op het landgoed van haar vader. Hij keert later terug naar zijn vaderland om te vechten tegen de Zoeloes. Als er hongersnood uitbreekt in Ierland, reizen Katie en haar man Shawn Kildare naar Zuid-Afrika. Ze ontmoet er Paul opnieuw, maar er is ook nog iemand anders die een oogje heeft op haar.

## Rolverdeling
| Acteur          | Personage             |
| --------------- | --------------------- |
| Tyrone Power    | Paul van Riebeck      |
| Susan Hayward   | Katie O'Neill Kildare |
| Richard Egan    | Kurt Hout             |
| John Justin     | Shawn Kildare         |
| Agnes Moorehead | Aggie                 |
| Rita Moreno     | Julia                 |
| Hope Emerson    | Maria de Groot        |
| Brad Dexter     | Luitenant Christian   |
| Henry O'Neill   | Squire O'Neill        |
| Paul Thompson   | Tschaka               |